# Campanula akguelii
Campanula akguelii là loài thực vật có hoa trong họ Hoa chuông. Loài này được Altan mô tả khoa học đầu tiên năm 1998.